# Washington State Route 4

Mapa silnice.

Washington State Route 4, nebo také Ocean Beach Highway je státní silnice ve Washingtonu, která spojuje U.S. Route 101 v Johnson's Landing (nedaleko města Naselle) s Interstate 5 v Kelsu. Vede po severním břehu řeky Columbie a tak je protějškem U.S. Route 30 v Oregonu.

## Popis cesty
Washington State Route 4 začíná na křižovatce s U.S. Route 101 nedaleko Chinooku. V Naselle se pak k ní připojuje Washington State Route 401. Po pár mílích lesů silnice objíždí vesnici Deep River a ocitá se v Rosburgu. Ten projíždí a pokračuje k dalším malým vesnicím Grays River a Skamokawa. Dále pokračuje do města Cathlamet, okresního města okresu Wahkiakum County. Po Cathlametu se okolí silnice stává docela malebným. Na jihu je vidět nádherná řeka Columbia, na severu husté Douglaskové lesy. Vyhýbá se vesnici Stella, projíždí městem Longview a končí v Kelsu.

## Hlavní křižovatky
| Okres     | Místo     | Míle  | Cesta/y                                                               | Poznámka                         |
| --------- | --------- | ----- | --------------------------------------------------------------------- | -------------------------------- |
| Pacific   |           | 0.00  | U.S. Route 101 do Long Beach, Ilwaca, Raymondu a Aberdeenu            |                                  |
| Pacific   |           | 4.75  | Washington State Route 401 do Megleru přes most Astoria-Megler Bridge |                                  |
| Wahkiakum | Rosburg   | 15.05 | Altoona–Pillar Rock Road do Altoony                                   | Dříve Washington State Route 403 |
| Wahkiakum |           | 34.86 | Elochoman Valley Road                                                 | Dříve Washington State Route 407 |
| Wahkiakum | Cathlamet | 35.52 | Washington State Route 409                                            |                                  |
| Cowlitz   |           | 55.23 | Washington State Route 432                                            |                                  |
| Cowlitz   | Longview  | 59.23 | Nichols Boulevard                                                     | Dříve Washington State Route 432 |
| Cowlitz   | Kelso     | 60.98 | Washington State Route 411                                            |                                  |
| Cowlitz   | Kelso     | 61.43 | Pacific Avenue                                                        | Dříve Washington State Route 431 |
| Cowlitz   | Kelso     | 62.27 | Interstate 5 do Seattlu a Portlandu                                   | Meziúrovňová křižovatka          |